# Talpidae
Los tálpidos son una familia de mamíferos placentarios del orden Eulipotyphla, aunque durante mucho tiempo fueron clasificados dentro del orden Insectivora. Incluye, entre otros, los topos y los desmanes.
Habitan en América del Norte y el continente euroasiático, estando restringidos al hemisferio norte del globo. Los fósiles de tálpidos más antiguos hallados pertenecen al Eoceno temprano.
La mayoría de topos se caracterizan por ser —en mayor o menor medida— animales subterráneos, a excepción de los desmanes, que son acuáticos. Los topos musarañas del género Uropsilus son los más pequeños y primitivos de la familia y comparten hábitats y costumbres más propias de las musarañas que de los topos, como buscar alimento en la superficie.

## Anatomía
Los tálpidos varían en tamaño desde los mencionados topos musaraña que miden en torno a 2.4 cm y pesan menos de 12 g, al desmán almizclado (Desmana moschata), que llega hasta los 20 cm y 550 g de peso.
Los topos excavadores han desarrollado una serie de especializaciones evolutivas para su vida subterránea. Su cuerpo es fusiforme, más típico de animales acuáticos. Sus ojos son diminutos y en ocasiones están cubiertos de piel, hecho del que sirvió Darwin en su teoría de la selección natural alegando que los topos no necesitan el sentido de la vista en los ambientes subterráneos y que mantenerla suponía un exceso de energía inútil.
Carecen de pabellón auditivo externo. Los topos confían principalmente en su sentido del tacto y poseen vibrisas en cara, extremidades y cola. Su hocico flexible es especialmente sensible.

### Extremidades

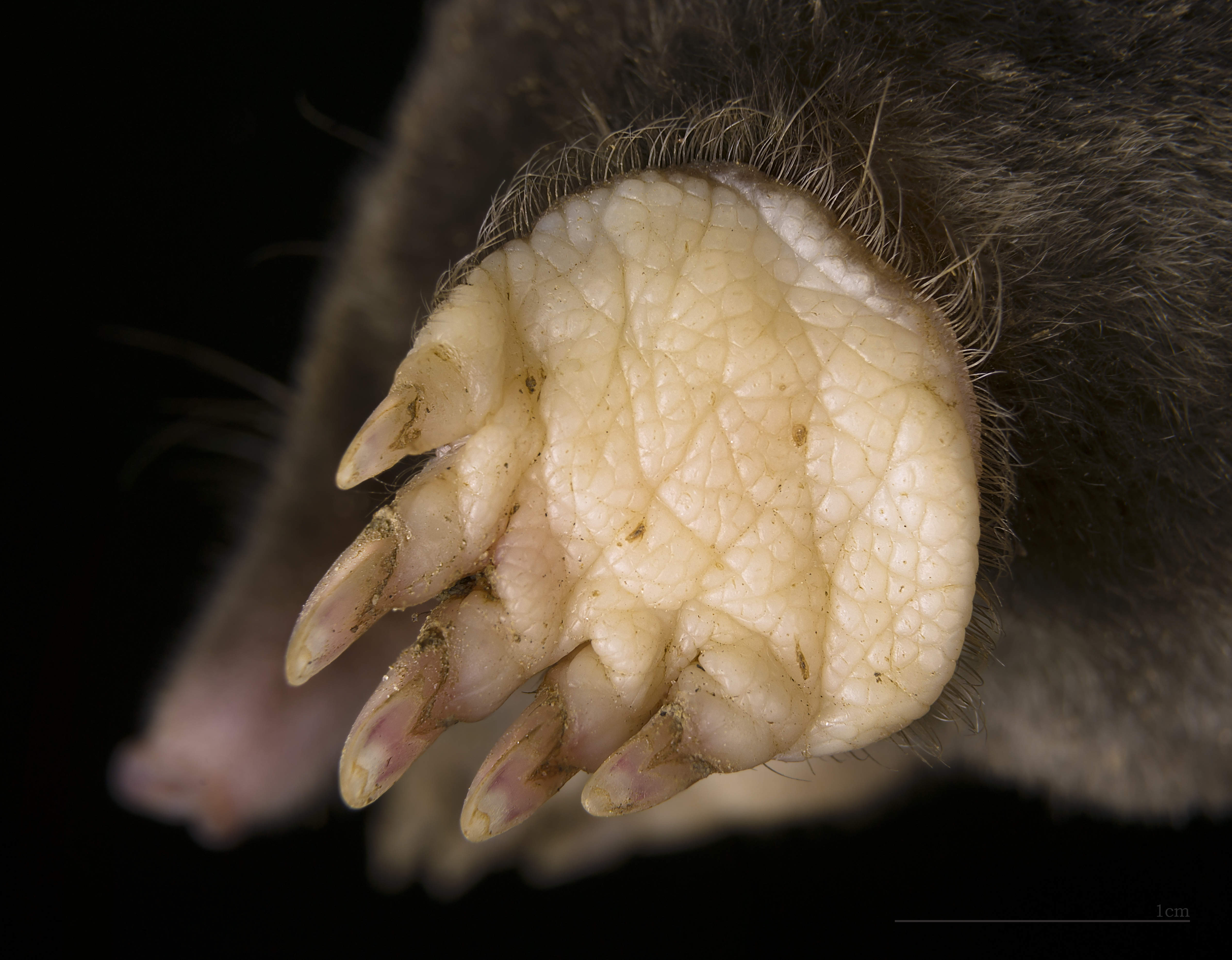
Aspecto de las extremidades anteriores de un Moleo europeo.

Las extremidades de los topos son cortas y fuertes y terminan en cinco dedos en forma de garra,  provistos de fuertes y grandes uñas que utilizan para escarbar galerías.
Las extremidades anteriores de las especies excavadoras se transforman en herramientas de excavación. Las manos tienen forma de pala y terminan en cinco dedos con garras. Las palmas están ensanchadas por un hueso adicional en forma de hoz, un hueso sesamoideo, que les ayuda así a excavar. Los brazos se sitúan muy por delante del tórax, junto a la cabeza, son cortos y están completamente integrados en el contorno del cuerpo. La articulación del codo está desplazada dorsalmente y rotada en la zona del hombro, no se utiliza para excavar con fuerza, sino sólo para colocar la mano. Estos animales tienen una conexión articulada entre la clavícula y la parte superior del brazo que es única entre los mamíferos. La actividad de excavación se realiza mediante la rotación de la parte superior del brazo, que es llevada a cabo por los bien desarrollados músculos del brazo. Las patas traseras también tienen cinco dedos, pero están menos especializadas que las delanteras.
Las extremidades del desmán, en cambio, están adaptadas al estilo de vida acuático de estos animales, con patas palmeadas y pelos erizados. Al igual que las pequeñas patas de las especies parecidas a las musarañas, son sólo condicionalmente adecuadas para excavar, aunque estos animales a menudo pueden hacer sus propias madrigueras.
Su piel fina y suave facilita el movimiento por la madriguera, tanto hacia delante como hacia atrás. En los machos el pene queda orientado hacia atrás y carecen de escroto.
Los desmanes son acuáticos. Habitan lugares cercanos al agua y se han especializado en nadar y cazar bajo el agua. Para ello se ayudan de unas patas palmeadas y de una cola larga y plana. Su piel tiene un pelo suave y sedoso, lo cual ha fomentado su caza durante años. Son capaces de cerrar las ventanas de la nariz y oído cuando están nadando.
Los tálpidos tienen una dentición poco especializada. Su fórmula dentaria es:
| Dentición     |
| ------------- |
| 2-3.1.3-4.3   |
| 1-3.0-1.3-4.3 |

### Características del esqueleto

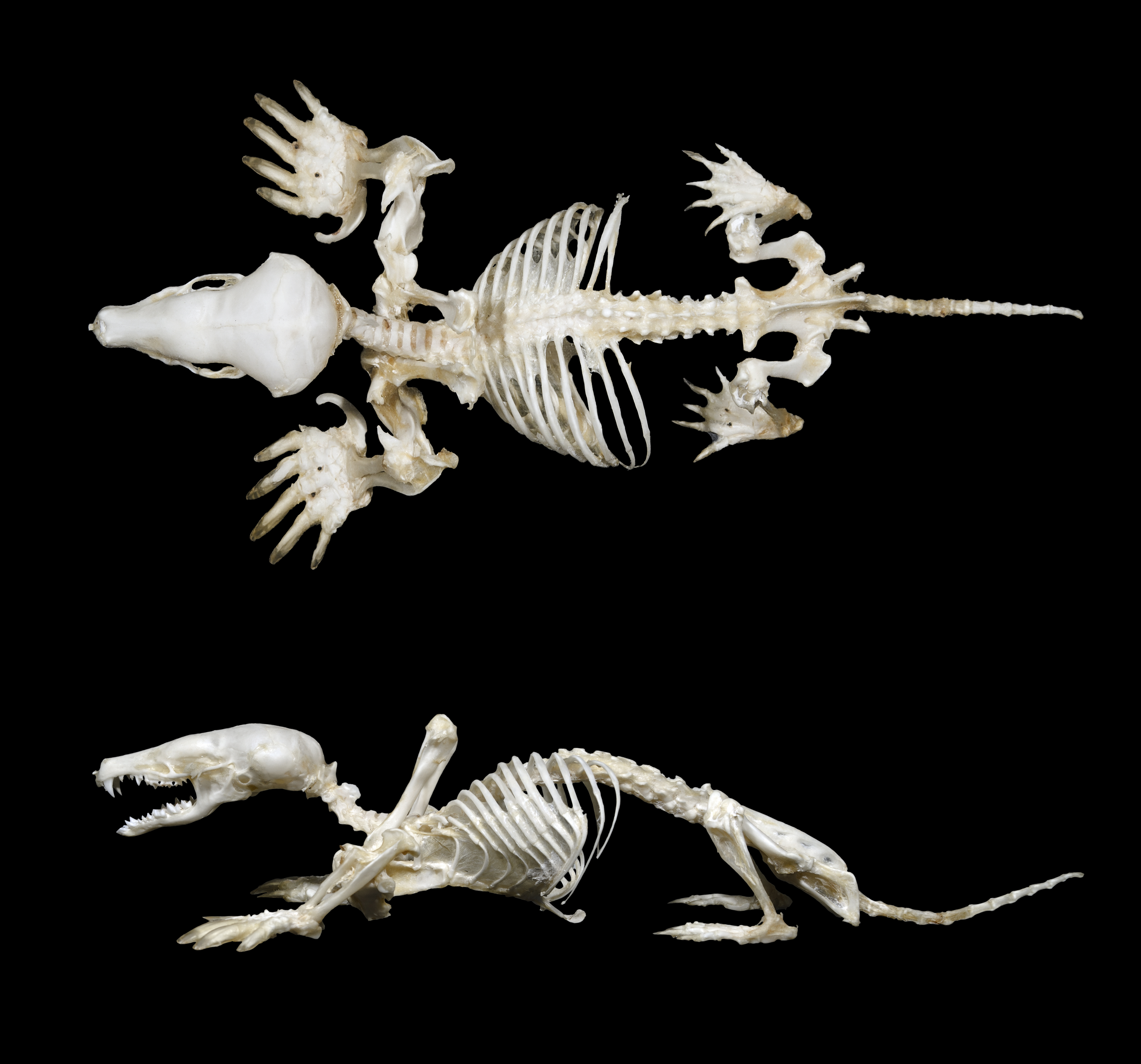
Esqueleto del topo europeo,

La columna vertebral está compuesta por 7 vértebras cervicales, 13 a 14 torácicas, 5 a 7 lumbares, 5 a 6 sacras y 8 a 27 caudales. El número de vértebras por delante de la cola varía, pues, entre 31 y 33, predominando estas últimas. Las procesos espinales de las vértebras cervicales y torácicas suelen estar poco desarrolladas. Las vértebras torácicas presentan costillas delgadas. Si el 14.º par de costillas está desarrollado, su tamaño es claramente reducido y no tiene ninguna función.
Como animales parcialmente muy especializados, los topos tienen algunas características especiales en su estructura esquelética, sobre todo en los brazos y la cintura escapular. Cuanto más se han adaptado las especies individuales a un estilo de vida de madriguera, más conspicuos son los cambios. En general, los huesos de los brazos de los topos excavadores son más macizos y anchos que los de las formas terrestres o semiacuáticas. La cintura escapular suele estar adelantada y se sitúa por encima de la última vértebra cervical en los miembros excavadores, a excepción de los topos desmán y musaraña. Única entre los mamíferos es la conexión articulada entre la clavícula y el húmero, más concretamente con el gran saliente óseo de este último. La articulación habitual entre el húmero y el omóplato sólo existe en las musarañas. La clavícula también desempeña un papel especial en la posición de los brazos. En los topos musaraña, que viven en el suelo, sigue siendo larga y delgada, aunque ya hay acortamientos individuales en comparación con las musarañas. No obstante, las patas delanteras están situadas por debajo del cuerpo, lo que permite la locomoción terrestre. Desde los desmanes que viven en el agua hasta las formas que excavan el suelo, la clavícula se hace cada vez más corta hasta que casi alcanza una cubo en los topos euroasiáticos y los topos del Nuevo Mundo. Como resultado de la articulación directa con los huesos de la parte superior del brazo, los brazos de los topos excavadores se sitúan muy por delante del tórax, junto a la cabeza, y se integran en gran medida en el contorno del cuerpo, lo que a su vez facilita los movimientos de excavación bajo tierra. El omóplato también está muy modificado. Se vuelve cada vez más delgado desde los representantes que viven en el suelo hasta los que excavan y pierde salientes individuales prominentes. Entre otras cosas, el acromion retrocede en los topos excavadores, y el metacromion, una extensión del acromion, también se reduce. El húmero, que es relativamente delgado y redondo en sección transversal en los topos musaraña y desmans, sufre un cambio importante, mientras que en los topos excavadores es corto y robusto, lo que lo convierte en el hueso más macizo de todo el esqueleto. Esto se consigue mediante el ensanchamiento del fuste, acompañado de un aplanamiento general del hueso, así como de una expansión lateral extrema de los extremos articulares. Como resultado, la relación anchura-longitud del húmero en los topos del Nuevo Mundo y de Eurasia es de alrededor de 0,33 a 0,45, mientras que es de 0,17 a 0,22 en los topos musaraña y los topos de Desman. El húmero corto y ancho de los topos excavadores actúa como punto de unión para los fuertes músculos del brazo que les permiten moverse bajo tierra. Sin embargo, los anchos extremos articulares, principalmente los de la articulación del codo, impiden la rotación en esta zona, por lo que sólo son posibles los movimientos hacia arriba y hacia abajo. Las rotaciones del brazo se producen desde el hombro, lo que hace que el húmero gire alrededor de su eje longitudinal. 
A pesar de su masividad, no hay densificaciones óseas especiales en el húmero de los topos excavadores. La característica más llamativa del antebrazo es la apófisis articular superior alargada del codo (olécranon) como parte de la articulación del codo en los topos excavadores. (olécranon) como parte de la articulación del codo en los topos excavadores, que a su vez actúa como ancla para los músculos del brazo. En las formas más terrestres, el proceso es significativamente más corto. De forma análoga a los huesos del brazo, los de la mano también están fuertemente engrosados en los topos excavadores en comparación con los otros representantes. También tienen un hueso sesamoideo en forma de hoz, el llamado "prepulgar" (prepollex) o el os falciforme. Se une lateralmente al hueso escafoides. En los topos euroasiáticos y los del Nuevo Mundo, alcanza la longitud del carpo más el hueso metacarpiano y se presenta rudimentariamente en los topos musaraña y los desmans, pero está completamente ausente en los topos musaraña. El Os falciforme ensancha la palma como un "sexto dedo" y ayuda a cavar bajo tierra. Ya está creado embrionariamente.

A diferencia de los brazos, las patas de la mayoría de los topos están menos especializadas. El fémur y la tibia suelen alcanzar la misma longitud. Los desmanes son una excepción, ya que el fémur mide la mitad que la tibia. La tibia se une al peroné a nivel de la diáfisis metatarsiana. Cada uno de los huesos del pie es largo y delgado. En algunas especies, como los topos euroasiáticos, hay un pequeño hueso sesamoideo en el pie, que corresponde al "pretarso" (prehallux). Su función no está clara, pero podría estar relacionado genéticamente con la formación del prepollexo.

## Hábitos y alimentación
Los tálpidos tienen un alto índice metabólico lo que les hace tener un apetito insaciable. La mayoría de topos cavan madrigueras permanentes y subsisten principalmente alimentándose de las presas que caen en ellas. Los topos musaraña, aunque también cavan túneles, se alimentan en la superficie. Los desmanes cavan madrigueras únicamente para protegerse y se alimentan en ríos y lagos. Prefieren suelos húmedos y fáciles de excavar pero pueden habitar en cualquier tipo de suelo con la profundidad suficiente para su madriguera.
Mientras que los desmanes son principalmente nocturnos, los topos son tanto de diurnos como nocturnos, debido a que bajo tierra solo hay oscuridad. Suelen combinar 3 o 4 horas de actividad con el mismo tiempo de descanso. La mayoría son animales solitarios. Muy pocas especies construyen madrigueras compartidas, como el topo de nariz estrellada (Condylura cristata).

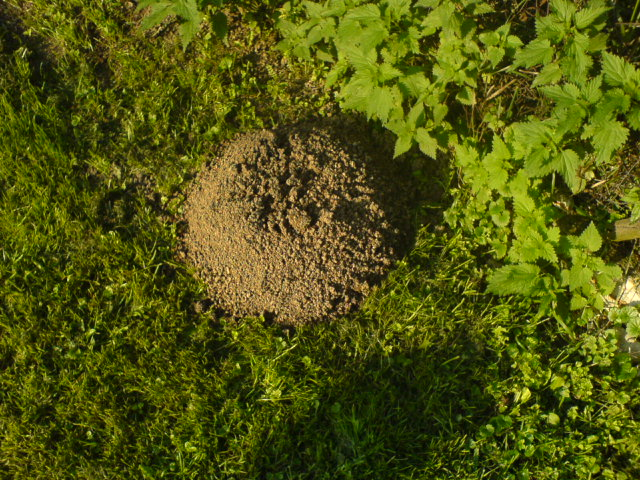
Madriguera de topo

La dieta principal de los topos son las lombrices, aunque también se alimentan de otros invertebrados o incluso pequeños ratones que atrapan en la entrada de su madriguera. La saliva de los topos contiene toxinas capaces de paralizar a las lombrices por lo que son capaces de almacenar a sus presas vivas para consumirlas posteriormente. Construyen despensas especializadas para este propósito. Antes de comérselas, los topos las exprimen entre sus patas para extraer la tierra que hayan podido ingerir. 
Los topos son animales difíciles de avistar en condiciones normales. Los adultos solo salen a la superficie para buscar hojas y hierba para construir su nido. Lo más frecuente es ver los característicos montículos de sus madrigueras, los cuales aparecen cuando cavan nuevos túneles, bien para ampliar su «trampa» o bien para buscar topos del sexo opuesto. La aparición de estos montículos indica la presencia de un topo.

## Clasificación
- Subfamilia Talpinae
  - Tribu Condylurini
    - Género Condylura

  - Tribu Neurotrichini
    - Género Neurotrichus
    - Género Quyania (†)

  - Tribu Scalopini
    - Género Domninoides (†)
    - Género Parascalops
    - Género Proscapanus (†)
    - Género Scalopoides (†)
    - Género Scalopus
    - Género Scapanoscapter (†)
    - Género Scapanulus
    - Género Scapanus

  - Tribu Scaptonychini
    - Género Geotrypus[12] (†)
    - Género Scaptonyx

  - Tribu Talpini
    - Género Euroscaptor
    - Género Mogera
    - Género Parascaptor
    - Género Scaptochirus
    - Género Talpa

  - Tribu Urotrichini
    - Género Dymecodon
    - Género Paratalpa (†)
    - Género Urotrichus
- Subfamilia Desmaninae
  - Género Asthenoscapter (†)
  - Género Galemodesmana (†)
  - Género Lemoynea (†)
  - Género Mygalinia (†)
  - Género Mygatalpa (†)
  - Género Pliodesmana (†)
  - Género Praedesmana (†)
  - Tribu Desmanini
    - Género Archaeodesmana (†)
    - Género Desmana
    - Género Galemys
- Subfamilia Uropsilinae
  - Género Desmanella (†)
  - Género Mystipterus (†)
  - Género Uropsilus

## Estado de protección y amenazas

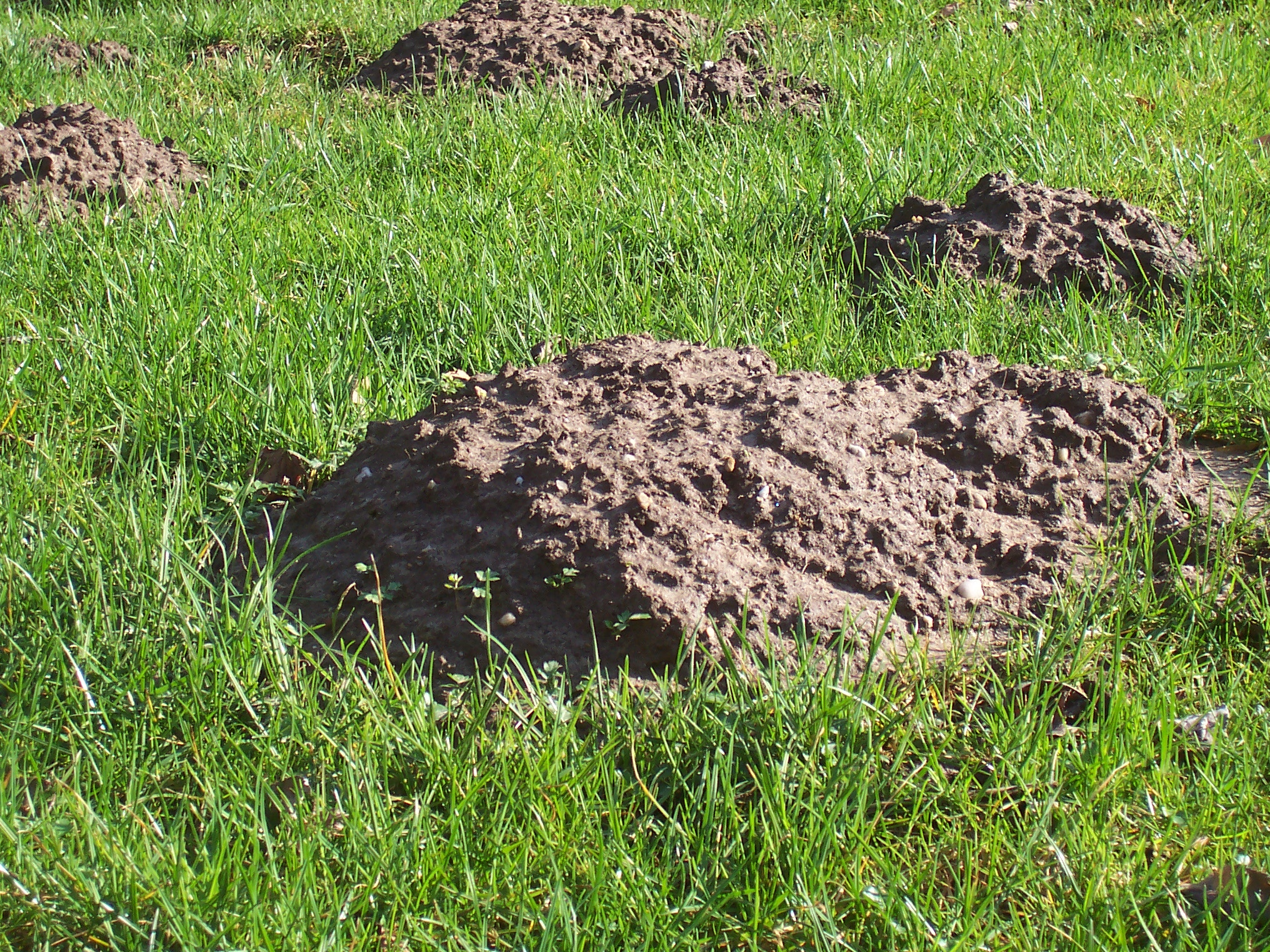
Los montículos de los topos a veces se perciben como molestos.

En épocas anteriores, algunas especies de topos eran cazadas por su pelaje, incluido el desmán ruso (Desmana moschata), la musaraña siberiana (Talpa altaica) y la musaraña caucásica (Talpa caucasica). Sin embargo, esta práctica ya no tiene relevancia hoy en día. Los conflictos actuales entre humanos y topos se basan principalmente en la grave actividad de estos animales. Aunque la mayoría de las especies se alimentan de invertebrados y sólo consumen esporádicamente alimentos vegetales, su estilo de vida excavador puede provocar daños en las raíces de las plantas. Las ratas y los ratones suelen utilizar los conductos excavados por los topos para llegar a las raíces y los tubérculos. Los montículos y túneles pueden dañar los equipos de corte y cosecha. En los sectores hortícola y agrícola, los montones de arena también suelen ser considerados una molestia, lo que conduce a la persecución de estos animales. La destrucción del hábitat también supone una amenaza para algunas especies. Esto se debe no sólo a la expansión de los asentamientos humanos y áreas económicas, sino también a la creciente desecación de los suelos o a la destrucción y contaminación de las redes de agua. La UICN clasifica alrededor de tres quintas partes de todas las especies como no amenazadas, otra quinta parte está amenazada en diversos grados durante su existencia o la situación de la información es demasiado pobre para clasificarla en una categoría de peligro específica. Sin embargo, la organización de conservación de la naturaleza no tiene en cuenta todas las especies conocidas. Para la mayoría de los topos sólo es posible la protección in situ, ya que hasta ahora los programas de cría en el cuidado humano han tenido poco éxito. Muchas especies están presentes en áreas protegidas.

## Como plaga
Se les encuentra, generalmente, en tierras de cultivo, prados o jardines y, en menor medida, en los bosques. Los montículos pueden echar a perder la buena estética de los jardines particulares aunque su presencia indica una buena salud del jardín. Otros problemas causados por topos son la contaminación de ensilados con partículas de tierra, haciendo que este pierda palatabilidad para el ganado; el cubrimiento los pastos con tierra fresca, disminuyendo el tamaño de estos; daños a la maquinaria agrícola al dejar piedras expuestas, daños a las plantas jóvenes por alteraciones en el suelo y daños al sistema de drenaje. Otros animales como musarañas o campañoles pueden utilizar los túneles de los topos para alimentarse de las raíces de las plantas.
Por esta razón son considerados como plagas en muchos países y son exterminados. En otros países, como Alemania, están protegidos pero pueden ser cazados con permiso. Para controlarlos se emplean trampas, bombas de humo o venenos como carburo de calcio o estricnina.